# Sotenäs
La commune de Sotenäs est une commune suédoise du comté de Västra Götaland, peuplée d'environ 8 230 habitants (2020). Son chef-lieu se situe à Kungshamn. La péninsule où elle est située est très touristique. Elle attire notamment grâce à ses beaux paysages caractérisés par leurs roches nues en granite rose et à ses villages de pêcheurs pittoresques.

## Localités principales
- Bovallstrand
- Hovenäset
- Hunnebostrand
- Kungshamn
- Malmön
- Smögen
- Väjern